# 高速扇島線
高速扇島線（こうそくおうぎしません）は、神奈川県川崎市扇島の首都高速道路(B)湾岸線から、首都高速道路神奈川1号横羽線を経て川崎市中心方面に至る構想されている地域高規格道路（候補路線）である。ルートは川崎縦貫道路のI期区間(首都高速神奈川6号川崎線)とほぼ同じである。